# Équipe cycliste Chevalmeire
L'équipe cycliste Chevalmeire est une équipe cycliste féminine belge. Elle est créée en 2020.

## Classements UCI
Ce tableau présente les places de l'équipe au classement de l'Union cycliste internationale en fin de saison, ainsi que la meilleure cycliste au classement individuel de chaque saison.
| Classement UCI | Classement UCI         | Classement UCI                              | Classement UCI |
| Année          | Classement par équipes | Meilleure coureuse au classement individuel |                |
| -------------- | ---------------------- | ------------------------------------------- | -------------- |
| 2020           | 41e                    | Rossella Ratto (249e)                       |                |
| 2021           | 28e                    | Thalita de Jong (80e)                       |                |
| 2022           | 32e                    | Danique Braam (97e)                         |                |
| 2023           | 32e                    | Danique Braam (185e)                        |                |
| 2024           | -                      | Danique Braam (275e)                        |                |
|                |                        |                                             |                |
| Source : UCI   |                        |                                             |                |

L'équipe obtient le classement suivant dans l'UCI World Tour féminin :
| UCI World Tour | UCI World Tour         | UCI World Tour                              | UCI World Tour |
| Année          | Classement par équipes | Meilleure coureuse au classement individuel |                |
| -------------- | ---------------------- | ------------------------------------------- | -------------- |
| 2021           | 25e                    | Thalita de Jong (128e)                      |                |
| 2023           | 27e                    | Danique Braam (146e)                        |                |
| 2024           | -                      | Emily Watts (231e)                          |                |
|                |                        |                                             |                |
| Source : UCI   |                        |                                             |                |

## Encadrement
Davy Wijnant, longtemps directeur sportif de l'équipe féminine Topsport-Vlaanderen, est le directeur sportif et représentant auprès de l'UCI de la formation. Il est assisté de Nico van Gijsegem.

## Duolar-Chevalmeire en 2023

### Effectif
| Effectif 2023                     | Effectif 2023     | Effectif 2023  | Effectif 2023                                   |
| Cycliste                          | Date de naissance | Pays           | Équipe précédente                               |
| --------------------------------- | ----------------- | -------------- | ----------------------------------------------- |
| Nathalie Bex                      | 12 avril 1998     | Belgique       | Rogelli-Gyproc (2019)                           |
| Danique Braam                     | 5 septembre 1995  | Pays-Bas       | Lotto Soudal Ladies (2021)                      |
| Kelly Druyts                      | 21 octobre 1989   | Belgique       | Doltcini-Van Eyck Sport (2019)                  |
| Malin Eriksen                     | 21 janvier 1997   | Norvège        | Keukens Redant (2022)                           |
| Tara Gins                         | 2 décembre 1990   | Belgique       | Torelli-Cayman Islands-Scimitar (2022)          |
| Antonia Gröndahl                  | 25 mai 1995       | Finlande       | IBCT (2022)                                     |
| Olha Kulynych                     | 1 février 2000    | Ukraine        | Doltcini-Van Eyck-Proximus (2021)               |
| Andrea Martinez                   | 21 janvier 1994   | Mexique        | Emotional.FR-Tornatech-GSC Blagnac VS 31 (2022) |
| Lotte Popelier                    | 21 mai 2001       | Belgique       | Doltcini-Van Eyck-Proximus (2021)               |
| Kelly Van den Steen               | 1 septembre 1995  | Belgique       | Lotto Soudal Ladies (2019)                      |
| Cleo Kiekens                      | 2 septembre 2004  | Belgique       |                                                 |
| Taneal Otto                       | 5 mars 1996       | Afrique du Sud |                                                 |
| Lani Wittevrongel                 | 12 juillet 2004   | Belgique       |                                                 |
| Minke Bakker                      | 11 mars 1997      | Pays-Bas       | Doltcini-Van Eyck-Proximus (2021)               |
| Jana Dobbelaere (11 avr.–31 déc.) | 3 avril 1996      | Belgique       | Jegg-de Jonge Renner (2022)                     |
|                                   |                   |                |                                                 |
| Source : UCI                      |                   |                |                                                 |

### Victoires

#### Sur route
| Victoires | Victoires | Victoires | Victoires | Victoires | Victoires |
| Date      | Course    | Pays      | Classe    | Vainqueur |           |
| --------- | --------- | --------- | --------- | --------- | --------- |

### Classement mondial
| Classement UCI | Classement UCI   | Classement UCI | Classement UCI |
| Coureuse       | Coureuse         | Pays           | Points         |
| -------------- | ---------------- | -------------- | -------------- |
| 185e           | Danique Braam    | Pays-Bas       | 205 pts        |
| 188e           | Olha Kulynych    | Ukraine        | 200.3 pts      |
| 222e           | Kelly Druyts     | Belgique       | 168 pts        |
| 394e           | Nathalie Bex     | Belgique       | 75 pts         |
| 529e           | Minke Bakker     | Pays-Bas       | 49 pts         |
| 773e           | Antonia Gröndahl | Finlande       | 23 pts         |
| 842e           | Malin Eriksen    | Norvège        | 19 pts         |
| 1250e          | Lotte Popelier   | Belgique       | 3 pts          |
| 1363e          | Cleo Kiekens     | Belgique       | 3 pts          |